# Filipo Daugunu

a Compétitions nationales et continentales officielles uniquement.

b Matchs officiels uniquement.
Dernière mise à jour le 22 avril 2025.
Filipo Daugunu, est né le 4 mars 1995 à Labasa (Fidji). C'est un joueur international australien d'origine fidjienne de rugby à XV, jouant au poste d'ailier avec la franchise des Queensland Reds en Super Rugby depuis 2025.

## Biographie
Filipo Daugunu pratique dans un premier temps l'athlétisme, avant de pratiquer parallèlement le football et le rugby. Au football, il est repéré grâce à ses capacités athlétiques (notamment de saut), ce qui lui permet de rejoindre l'équipe des Fidji des moins de 17 ans en tant que gardien de but. Avec cette sélection, il joue la Coupe d'Océanie 2011, disputant une rencontre contre la Nouvelle-Zélande. Il joue également en club avec le Labasa FC en 2013-2014.
En 2015, alors qu'il est en chemin pour un entrainement de football, il décide de participer à une série de tests physiques organisée par la sélection fidjienne de rugby à XV des moins de 20 ans. Ayant favorablement impressionné l'entraineur de l'équipe, Bill Gadolo, il est immédiatement retenu au poste d'ailier pour participer au trophée mondial junior 2015,. Il dispute quatre matchs lors de la compétition, et inscrit deux essais et deux transformations. A son retour, il décide d'arrêter le football afin de se consacrer pleinement au rugby, et joue avec le club amateur de Nadi dans le championnat national fidjien. Il joue aussi au rugby à sept, avec des équipes comme le Warden Rugby Club, et dispute de nombreux tournois nationaux.
Après une année à jouer à sept, il est retenu en février 2016 avec l'équipe des Fidji de rugby à sept par le sélectionneur Ben Ryan, afin de préparer les étapes de Las Vegas et Vancouver des World Rugby Sevens Series 2015-2016. Il décide cependant de décliner cette sélection, préférant suivre des offres venues de l'étranger.
En effet, au cours d'un tournoi à sept, il attire l'attention de Lote Tuqiri, ancien international australien d'origine fidjienne, qui décide de faire passer son nom à des agents australiens. Peu de temps après, Daugunu est approché par le club de rugby à XIII des Brisbane Broncos, et la franchise de rugby à XV des Queensland Reds. En guise d'évaluation, il rejoint le club amateur de rugby à XV des Wests Bulldogs, basé à Brisbane, et disputant le Queensland Premier Rugby. Dans sa nouvelle équipe, il se fait remarquer par sa vitesse, ses appuis, ainsi que ses qualités de finisseur en inscrivant de nombreux essais.
En 2017, il est retenu avec l'équipe professionnelle de Queensland Country pour disputer le NRC,. Il réalise une excellente première saison à haut niveau, en terminant meilleur marqueur du championnat grâce à treize essais inscrits en huit rencontres,. Il participe ainsi pleinement à la victoire finale de son équipe dans la compétition}.
Grâce à ses performances en NRC, il obtient un contrat avec la franchise de Super Rugby des Queensland Reds pour la saison 2018. Il fait ses débuts le 23 février 2018 contre les Melbourne Rebels, en tant que remplaçant. Pour sa première saison, il dispute quatorze rencontres, et s'impose comme un titulaire régulier à l'aile droite. Il finit également meilleur marqueur de son équipe grâce à six essais inscrits.
En 2019, il réalise une saison de Super Rugby de moins bonne facture, en ne disputant que sept rencontres, et en ne parvenant pas à inscrire le moindre essai. Il est néanmoins prolongé par les Reds pour quatre saisons supplémentaires, soit jusqu'en 2023. L'année suivante, il retrouve son efficacité au cours du Super Rugby Australia, en marquant six essais en dix matchs. D'un point de vue collectif, il est finaliste du championnat avec son équipe, après une défaite en finale face aux Brumbies. 
Sa forme actuelle, ainsi que le fait qu'il soit devenu éligible avec l'Australie, lui permettent d'être sélectionné pour la première fois avec l'équipe d'Australie en septembre 2020 par le sélectionneur Dave Rennie pour préparer le Tri-nations 2020,. Il obtient sa première cape internationale le 11 novembre 2020 à l’occasion d’un match contre l'équipe de Nouvelle-Zélande à Wellington.
En 2021, à l'issue d'une finale identique à l'année précédente, son équipe remporte le Super Rugby AU.
En juin 2022, il est sélectionné avec l'équipe d'Australie A (en) (équipe nationale réserve) pour disputer la Coupe des nations du Pacifique. Il joue deux rencontres lors de la compétition, et inscrit trois essais.
Après six saisons avec les Reds, il s'engage avec les Melbourne Rebels à partir de la saison 2024 de Super Rugby, pour un contrat de deux saisons. Il s'impose au poste de second centre avec sa nouvelle équipe. Au terme de sa première saison les Rebels, en grande difficulté financière, sont exclus du Super Rugby, et Daugunu se retrouve sans club. Il fait alors son retour avec les Reds à partir de la saison 2025 de Super Rugby.
Pas sélectionné avec les Wallabies en 2022 et 2023, Daugunu est à nouveau retenu en équipe nationale en juin 2024,. Il fait un retour remarqué avec l'Australie, en inscrivant notamment trois essais en deux matchs face au pays de Galles. Sa saison internationale 2024 est cependant interrompue brutalement au bout de quatre matchs, à la suite d'une grave blessure à la jambe subie lors de la première rencontre du Rugby Championship face à l'Afrique du Sud.

## Palmarès

### En club
- Vainqueur du Super Rugby AU en 2021 avec les Queensland Reds.
- Finaliste du Super Rugby AU en 2020 avec les Queensland Reds.
- Vainqueur du NRC en 2017 avec Queensland Country.

## Statistiques
Au 22 avril 2025, Filipo Daugunu compte 11 capes en équipe d'Australie, dont neuf en tant que titulaire, depuis le 11 novembre 2020 contre l'équipe de Nouvelle-Zélande à Wellington,. Il a inscrit 25 points (5 essais).
Il participe à deux éditions du Rugby Championship, en 2020 et en 2024. Il dispute quatre rencontres dans cette compétition,.